# Suva Morava
Suva Morava (izvirno srbsko Сува Морава) je naselje v Srbiji, ki upravno spada pod Občino Vladičin Han; slednja pa je del Pčinjskega upravnega okraja.

## Demografija
V naselju živi 670 polnoletnih prebivalcev, pri čemer je njihova povprečna starost 38,1 let (37,3 pri moških in 38,9 pri ženskah). Naselje ima 271 gospodinjstev, pri čemer je povprečno število članov na gospodinjstvo 3,17.
To naselje je, glede na rezultate popisa iz leta 2002, večinoma srbsko, a v času zadnjih 3 popisov je opazen porast števila prebivalcev.
|  |

| Demografija | Demografija     | Demografija     |
| Leto        | Št. prebivalcev | Št. prebivalcev |
| ----------- | --------------- | --------------- |
|             |                 |                 |
|             |                 |                 |
|             |                 |                 |
|             |                 |                 |
| 1948        | 499             |                 |
| 1953        | 507             |                 |
| 1961        | 508             |                 |
| 1971        | 529             |                 |
| 1981        | 662             |                 |
| 1991        | 793             | 780             |
| 2002        | 891             | 859             |
|             |                 |                 |

| Etnična sestava po popisu iz leta 2002 | Etnična sestava po popisu iz leta 2002 | Etnična sestava po popisu iz leta 2002 | Etnična sestava po popisu iz leta 2002 | Etnična sestava po popisu iz leta 2002 |
| -------------------------------------- | -------------------------------------- | -------------------------------------- | -------------------------------------- | -------------------------------------- |
| Srbi                                   | Srbi                                   |                                        | 852                                    | 99,18%                                 |
| Romi                                   | Romi                                   |                                        | 1                                      | 0,11%                                  |
| Muslimani                              | Muslimani                              |                                        | 1                                      | 0,11%                                  |
| Neznano                                | Neznano                                |                                        | 1                                      | 0,11%                                  |